# Mihrimah Sultan (figlia di Mahmud II)
Mihrimah Sultan (turco ottomano: مھرماہ سلطان, lett. "sole e luna" o "luce della luna"; Istanbul, 10 giugno 1812 – Istanbul, 3 luglio 1838) è stata una principessa ottomana, figlia del sultano Mahmud II e della consorte Hoşyar Kadin.

## Origini
Mihrimah Sultan nacque il 10, il 12 o il 29 giugno 1812 a Istanbul, nel Palazzo Topkapi. Suo padre era il sultano ottomano Mahmud II e sua madre la consorte Hoşyar Kadın. Oltre ai vari fratellastri e sorellastre aveva una sorella minore, Zeynep Sultan, morta infante.
La sua nascita fu celebrata insieme a quelle di Şehzade Bayezid e Şah Sultan, fratellastro e sorellastra di Mihrimah, nati nello stesso periodo.

## Matrimonio
Nel 1835 sua madre Hoşyar si occupò di trovarle marito. Pensando che avrebbe dovuto dare alla figlia una certa libertà di scelta, le mostrò i ritratti di diversi giovani candidati fra cui potesse scegliere. Mihrimah scelse Mehmed Said Paşah, Kapudan della flotta.
Il matrimonio fu celebrato il 28 aprile 1836 a Palazzo Beşiktaş e venne descritto dalla viaggiatrice inglese Julia Pardoe, che lo descrisse come sontuoso e ricchissimo, in particolare la dote della principessa. Vennero inoltre distribuite grandi quantità di denaro agli invitati e ai poveri.
Julia Pardoe riporta anche un incidente avvenuto in occasione del matrimonio di Mihrimah. Infatti, al momento di comporre la sua dote, il palazzo informò Mahmud che non c'erano più gioielli imperiali per la principessa, perché Saliha Sultan, una sorellastra di Mihrimah che si era sposata l'anno prima, li aveva pretesi tutti per lei stessa e non li aveva restituiti, malgrado non li indossasse mai, perché era troppo altezzosa per fare vita mondana. Mahmud, che voleva recuperarli, le propose di venderli, ma lei rispose che nessuno avrebbe osato comprare i gioielli di una principessa. Mahmud si offrì quindi di acquistarli lui stesso e Saliha fu costretta ad accettare, anche se il padre la imbrogliò, pagandoli meno del loro valore.
Le cerimonie, che includevano spettacoli di luci e fuochi d'artificio, durarono fino alla fine della prima settimana di maggio. I due sposi vissero a Palazzo Bebek, dove consumarono il matrimonio il 9 maggio.
Poco dopo il loro matrimonio Said Mehmed cadde in disgrazia e venne esiliato da Istanbul. Mihrimah cercò allora l'aiuto della madre, chiedendole di intercedere a suo favore presso il sultano, cosa che Hoşyar fece con successo.
I due ebbero un figlio insieme, Sultanzade Mehmed Abdüllah Bey, nato e morto il 3 luglio 1838.

## Morte
Mihrimah morì il 3 luglio 1838, a causa di una combinazione di tubercolosi e complicazioni dovute al parto. Venne sepolta nel mausoleo Nakşidil Sultan.

## Conseguenze della sua morte
Mihrimah era immensamente amata dai genitori e lei li ricambiava, tanto che viene detto che dichiarò che sperava di morire giovane per non vederli morire.
Con la sua morte, sua madre Hoşyar dichiarò di aver perso l'ultima gioia della sua vita, mentre suo padre, che commissionò una fontana alla memoria della figlia, patì molto la sua morte e morì l'anno seguente.

## Discendenza
Dal suo matrimonio, Mihrimah Sultan ebbe un figlio:
- Sultanzade Mehmed Abdüllah Bey (3 luglio 1838 - 3 luglio 1838). Nacque morto o morì in poche ore. Sua madre morì mettendolo al mondo.